# Comtat de Shrewsbury
El comtat de Shrewsbury fou una jurisdicció feudal dels inicis de l'Anglaterra normanda. El títol de comte de Shrewsbury és el títol més antic encara actiu de la paria d'Anglaterra, atès que el títol de comte d'Arundel està avui vinculat al títol de duc de Norfolk. Els primers comtes van ser de vegades designats també com a comte de Shropshire (del nom de la regió de la que Shrewsbury era centre).
A la recreació del títol el 1442, el comte també va ser creat comte de Waterford, a la paria d'Irlanda, i Lord High Steward d'Irlanda hereditari. Els dos comtats sempre han estat units fins al dia d'avui.
El títol està vinculat al comtat de Shropshire, del qual Shrewsbury és la ciutat principal. La seu dels comtes va ser no obstant Alton Towers, modernament el més cèlebre dels parcs temàtics anglesos, fins que fou venut al Tussauds Group. Avui, la seva seu és a Wanfield Hall al Staffordshire.

## Història del títol
La primera creació es va fer el 1074 per a Roger II de Montgommery, un dels principals consellers del Guillem I d'Anglaterra. El títol fou confiscat, el 1102, a Robert II de Bellême, ja que s'havia rebel·lat contra Enric I d'Anglaterra.
El títol va ser creat una segona vegada el 1442 per a John Talbot, un general anglès de la guerra dels Cent Anys. També va ser fet comte de Waterford, a la paria d'irlanda, i Lord High Steward d'Irlanda, els dos comtats sempre han estat units fins ara.
El 1856, els comtats de Shrewsbury i Waterford van passar en una branca de la família que tenia també els títols de comte Talbot i vescomte Ingestre, tots dos creats el 1784, i baró Talbot d'Hensol (creat el 1733), a la paria de la Gran Bretanya.
A la cerimònia de coronació dels monarques britànics, el comte de Shrewsbury és autoritzat a portar un bastó blanc, per ser Lord High Stewart d'Irlanda.

## Primera creació (1074)
- 1074-1094: Roger de Montgommery († 1094) ;
- 1094-1098: Hug de Montgomery († 1098). Fill de l'anterior
- 1098-1102: Robert de Bellême (1052 – 1113), senyor de Bellême, germà gran de l'anterior ;
- Títol confiscat el 1102.

## Segona creació (1442)
- 1442-1453: John Talbot († 1453), general anglès ;
- 1453-1460: John Talbot (1413 – 1460);
- 1460-1473: John Talbot (1448 – 1473);
- 1473-1538: George Talbot (1468 – 1538);
- 1538-1560: Francis Talbot (1500 – 1560);
- 1560-1590: George Talbot (1528 – 1590) ;
- 1590-1616: Gilbert Talbot (1552 – 1616) ;
- 1616-1617: Edward Talbot (1561 – 1617);
- 1617-1630: George Talbot (1567 – 1630);
- 1630-1654: John Talbot (1601 – 1654);
- 1654-1667: Francis Talbot (1623 – 1667);
- 1667-1718: Charles Talbot (1660 – 1718), creat duc de Shrewsbury el 1694, títol extingit el 1718 ;
- 1718-1743: Gilbert Talbot (1673 – 1743);
- 1743-1787: George Talbot (1719 – 1787);
- 1787-1827: Charles Talbot (1753 – 1827);
- 1827-1852: John Talbot (1791 – 1852) ;
- 1852-1856: Bertram Arthur Talbot (1832 – 1856) ;
- 1856-1868: Henry John Chetwynd-Talbot (1803 – 1868), tercer comte Talbot;
- 1868-1877: Charles John Chetwynd-Talbot (1830 – 1877), 4t comte Talbot;
- 1877-1921: Charles Henry John Chetwynd-Talbot (1860 – 1921), 5è comte Talbot;
- 1921-1980: John George Charles Henry Alton Alexander Chetwynd-Talbot (1914 – 1980), 6è comte Talbot;
- Des de 1980: Charles Henry John Benedict Crofton Chetwynd Chetwynd-Talbot (nascut el 1952), 7è comte Talbot; el seu fill i hereu presumpte és: James Chetwynd-Talbot, vescomte Ingestre (nascut el 1978).